# 江西省城市足球超级联赛
江西省城市足球超级联赛（英語：Jiangxi  Football Super City League，简称赣超或赣超联赛，原名江西省足球协会超级联赛），是中國江西省自2021年起举办的足球联赛。在2021-2024赛季期间为各地区俱乐部形式参赛，先由江西省11個地級市分别组建一支以城市名命名的代表队參加比賽，冠军自动获得参与中冠联赛资格。
2025赛季比赛在7月至11月举行，賽事分为常规赛和淘汰赛两个阶段。第一阶段分南、北两个赛区进行主客场双循环赛决出各赛区前四名;第二阶段南、北赛区各前四名进行主客场排位赛决出名次，共66场比赛，总赛季为期5个月。
参与比赛的球员需满足两年内未在职业俱乐部名单注册且未被中国及省市地区足协禁赛。

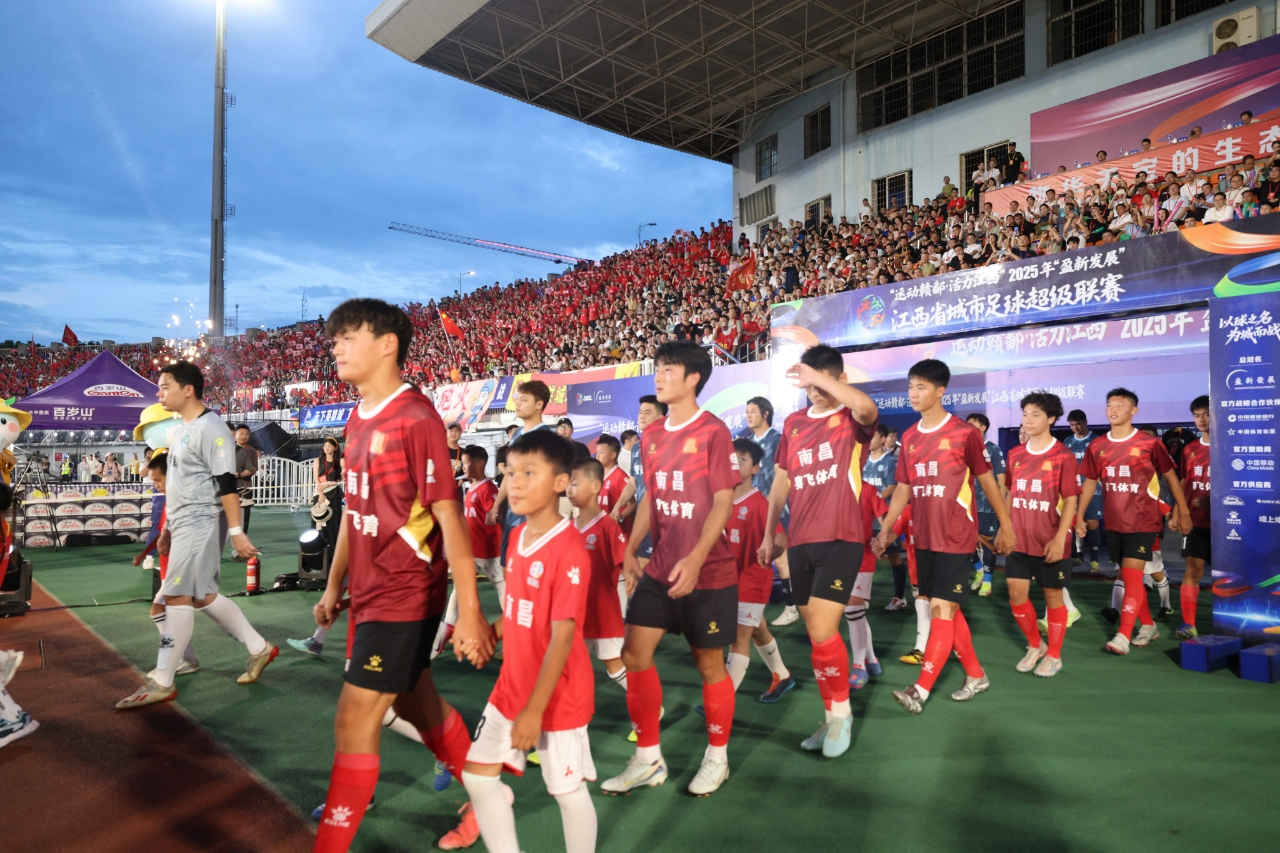
2025赛季赣超揭幕战｜南昌VS景德镇球员入场仪式

## 积分榜

### 赞助商
本届十六支参赛队伍的运动装备统一由卡尔美赞助
| 俱乐部名 | 球队冠名 | 主教练 | 队长 | 球衣胸前广告 | 球衣背后广告    |
| -------- | -------- | ------ | ---- | ------------ | --------------- |
| 南昌队   |          | XXX    | XXX  | 奥飞体育     | 奥文文体集团\|} |

## 裁判
赣超联赛裁判由江西省足协统一委派，所有裁判人事关系均在江西省内。